# Fannia flavitibia
Fannia flavitibia är en tvåvingeart som beskrevs av Stein 1920. Fannia flavitibia ingår i släktet Fannia och familjen takdansflugor. Inga underarter finns listade i Catalogue of Life.